# Elecciones al Congreso de los Diputados de abril de 2019 (Huesca)
Las elecciones al Congreso de los Diputados de 2019 se celebraron en la Provincia de Huesca el domingo 28 de abril, como parte de las elecciones generales convocadas por Real Decreto dispuesto el 4 de marzo de 2019 y publicado en el Boletín Oficial del Estado el día siguiente. Se eligieron los 3 diputados del Congreso correspondientes a la circunscripción electoral de Huesca, mediante un sistema proporcional (método d'Hondt) con listas cerradas y un umbral electoral del 3%.

## Resultados
Los comicios depararon 1 escaño al Partido Popular al Partido Socialista Obrero Español y a Ciudadanos
| Candidatura                                          | Candidatura                                          | Votos   | %                                       | Escaños                                 |
| ---------------------------------------------------- | ---------------------------------------------------- | ------- | --------------------------------------- | --------------------------------------- |
|                                                      | Partido Socialista Obrero Español (PSOE)             | 41 073  | 32,96                                   | 1                                       |
|                                                      | Partido Popular (PP)                                 | 25 080  | 20,13                                   | 1                                       |
|                                                      | Ciudadanos-Partido de la Ciudadanía (Cs)             | 24 449  | 19,65                                   | 1                                       |
| Unidas Podemos (Podemos-IU-Equo)                     | Unidas Podemos (Podemos-IU-Equo)                     | 17 004  | 13,65                                   | 0                                       |
| Vox (Vox)                                            | Vox (Vox)                                            | 13 309  | 10,68                                   | 0                                       |
| Partido Animalista Contra el Maltrato Animal (PACMA) | Partido Animalista Contra el Maltrato Animal (PACMA) | 1004    | 0,81                                    | 0                                       |
| Escaños en Blanco (EB)                               | Escaños en Blanco (EB)                               | 470     | 0,38                                    | 0                                       |
| Recortes Cero-Grupo Verde (R0-GV)                    | Recortes Cero-Grupo Verde (R0-GV)                    | 265     | 0,21                                    | 0                                       |
| Partido Comunista de los Pueblos de España (PCPE)    | Partido Comunista de los Pueblos de España (PCPE)    | 208     | 0,17                                    | 0                                       |
| Por un Mundo Más Justo (PUM+J)                       | Por un Mundo Más Justo (PUM+J)                       | 169     | 0,14                                    | 0                                       |
| Federación de los Independientes de Aragón (FIA)     | Federación de los Independientes de Aragón (FIA)     | 153     | 0,12                                    | 0                                       |
| PUYALON (PYLN)                                       | PUYALON (PYLN)                                       | 148     | 0,12                                    | 0                                       |
| Votos válidos                                        | Votos válidos                                        | 123 332 | 100,00                                  | 3                                       |
| Votos nulos                                          | Votos nulos                                          | 1401    | Participación: · \| \| 76,25 % \| 5,86% | Participación: · \| \| 76,25 % \| 5,86% |
| Votantes                                             | Votantes                                             | 126 003 | Participación: · \| \| 76,25 % \| 5,86% | Participación: · \| \| 76,25 % \| 5,86% |
| Electores                                            | Electores                                            | 182 106 | Participación: · \| \| 76,25 % \| 5,86% | Participación: · \| \| 76,25 % \| 5,86% |
|                                                      | 76,25 %                                              |         |                                         |                                         |

## Diputados electos
Relación de diputados electos:
| N.º | Nombre                    | Lista | Lista |
| --- | ------------------------- | ----- | ----- |
| 1   | Begoña Nasarre Oliva      |       | PSOE  |
| 2   | Mario Garcés Sanagustín   |       | PP    |
| 3   | Lourdes Guillén Figuerola |       | Cs    |